# 1737 na ciência

## Eventos
- Lineu publica o livro Flora lapponica que descreve aspectos geográficos, plantas e animais da região da Lapónia.

## Nascimentos
| Data          | Nome                      | Profissão           | Nacionalidade   | Observações | Ref |
| ------------- | ------------------------- | ------------------- | --------------- | ----------- | --- |
| 19 de janeiro | Bernardin de Saint-Pierre | escritor e botânico | Reino da França | m. 1814     |     |

## Mortes
| Data | Nome | Profissão | Nacionalidade | Observações | Ref |
| ---- | ---- | --------- | ------------- | ----------- | --- |

## Prémios
- Medalha Copley - John Belchier[1]